# Macromidia kelloggi
Macromidia kelloggi – gatunek ważki z rodziny Synthemistidae. Występuje w południowo-wschodnich Chinach; stwierdzony w prowincjach Fujian i Guangdong.